# Chipotle Mexican Grill
Chipotle Mexican Grill (NYSE: CMG), también conocido simplemente como Chipotle, es una franquicia de restaurantes de comida rápida especializada en cocina tex-mex. Su sede se encuentra en Los Ángeles (Estados Unidos) y cuenta con más de 2000 establecimientos en cinco países.
La empresa fue fundada en 1993 por Steve Ells, quien abrió un restaurante de tacos y burritos cerca de la Universidad de Denver. Después de abrir 16 franquicias en el estado de Colorado, la multinacional McDonald's se hizo con el control de la empresa a comienzos de la década del 2000, tiempo en el que llevaron a cabo un ambicioso plan de expansión. McDonald's terminó deshaciéndose de su participación en 2006, y desde entonces Chipotle se ha mantenido como una empresa independiente.
Dentro del mercado de comida rápida, Chipotle define su oferta como fast-casual y afirma utilizar ingredientes orgánicos, así como un trato respetuoso con el medio ambiente. Tanto su nombre comercial como el logotipo son una referencia al chile chipotle.

## Historia
El primer restaurante Chipotle fue inaugurado en 1993 en Denver (Colorado, Estados Unidos) por Steve Ells, un cocinero formado en el Culinary Institute of America. Mientras trabajaba en un restaurante de San Francisco, se inspiró en las taquerías de su barrio para abrir un negocio de comida tex-mex en su ciudad natal. El padre de Ellis, un ejecutivo farmacéutico, le concedió un préstamo de 85 000 dólares para comprar un local cerca del campus de la Universidad de Denver.
En un primer momento, Ellis calculó que necesitaba vender 107 burritos al día para que el negocio fuese rentable. Sin embargo, sus expectativas se vieron ampliamente superadas y en el primer mes llegó a vender más de 1000 burritos diarios. En 1995 abrió un segundo local con los beneficios del primero, y después llevó a cabo una modesta expansión mediante préstamos de pymes e inversores familiares. Si bien tenía pensado abrir un restaurante de alta cocina con todo lo recaudado, pronto cambió de opinión y centró esfuerzos en el negocio de la comida rápida.
En 1998, cuando ya sumaban 16 restaurantes sólo en Colorado, la multinacional McDonald's adquirió una participación minoritaria. Tres años después se convirtió en el accionista de referencia, lo que permitió a Chipotle cimentar una fuerte expansión; en 2005 se llegaron a superar los 500 restaurantes en Estados Unidos y Canadá.
McDonald's permaneció en el accionariado hasta 2006, cuando sacó la empresa a bolsa a un precio de 22 dólares por acción. Ese año el grupo había decidido deshacerse de todas las franquicias que controlaba —Chipotle, Donatos Pizza y Boston Market— para centrarse en su propia marca.
Después de recuperar el control, Steve Ells centró Chipotle como una alternativa fast-casual al resto de cadenas de comida rápida, prometiendo ingredientes orgánicos y un «trato ético» con el medio ambiente y los proveedores. En 2010 anunció el fichaje del chef Nate Appleman como responsable de la nueva carta, y en 2011 fue elegida mejor cadena de comida tex-mex de Estados Unidos por la revista Consumer Reports. Ese mismo año inició su expansión internacional con la apertura de los primeros locales en Londres (Reino Unido) y París (Francia).
A mediados de la década de 2010 se produjo una crisis reputacional por varios casos de intoxicación alimentaria. En 2018, Steve Ells dimitió como consejero delegado y fue reemplazado por Brian Niccol, anterior CEO de Taco Bell, quien ha centrado esfuerzos en ampliar la carta y en mejorar la atención al cliente on-line.
En 2018 la empresa trasladó su sede central desde Denver hasta Newport Beach, California.

## Productos

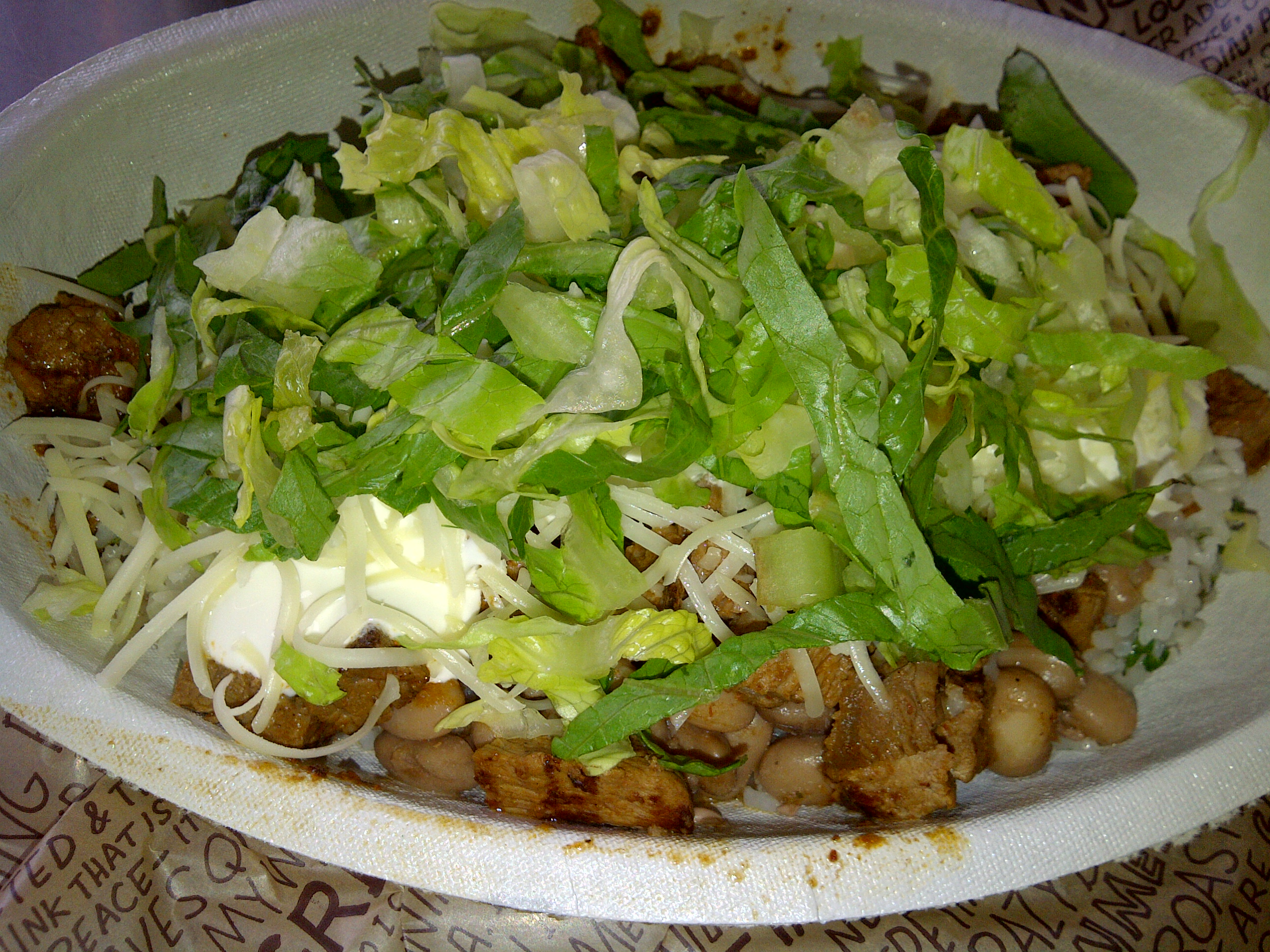
En el Burrito Bowl los ingredientes se sirven en un recipiente, en vez de enrollarlos en una tortilla.

El menú de Chipotle es cocina tex-mex y consta de seis productos: burritos, fajitas, burrito bowl —los ingredientes del burrito servidos en un recipiente—, tacos, quesadillas y ensaladas. El cliente tiene libertad para elegir los ingredientes y el precio dependerá del contenido —pollo, carne de cerdo, ternera barbacoa, bistec o vegetariano— y de los complementos —arroz, frijoles y salsas—. En cuanto a las bebidas, además de refrescos y zumos se sirven cerveza y margaritas.
Algunos restaurantes cuentan con platos temporales para que Chipotle, en caso de éxito, los incluya en la carta. Esto se hizo con el menú infantil, probado en 2009 en Boston, o con la sopa pozole desde 2011. A diferencia de otras franquicias de comida rápida, Chipotle no dispone de servicio drive-in.
Steve Ells asegura que la carta de Chipotle es más reducida y cara que el resto de la competencia para garantizar la calidad de los productos, si bien las porciones son mayores. De hecho, la política de la empresa permite dejar sin suministro a algunas franquicias si los proveedores no cumplen sus estándares. Toda la comida se elabora en el establecimiento salvo los frijoles y la carne de cerdo, preparadas en una cocina central en Chicago. Tampoco se permite a los locales disponer de congeladores, microondas ni abrelatas.
Para el suministro de productos, la empresa sigue una política llamada «Alimentos con integridad» que defiende el uso de alimentos orgánicos, carne animal sin antibióticos ni hormonas, el respeto a los proveedores y al medio ambiente. De este modo también quiere distinguirse del resto de cadenas de comida rápida. La política de trato ético existe desde 2001, después de que Steve Ells se informase sobre los centros de concentración de animales (CAFO) que anteriormente le suministraban.

## Publicidad

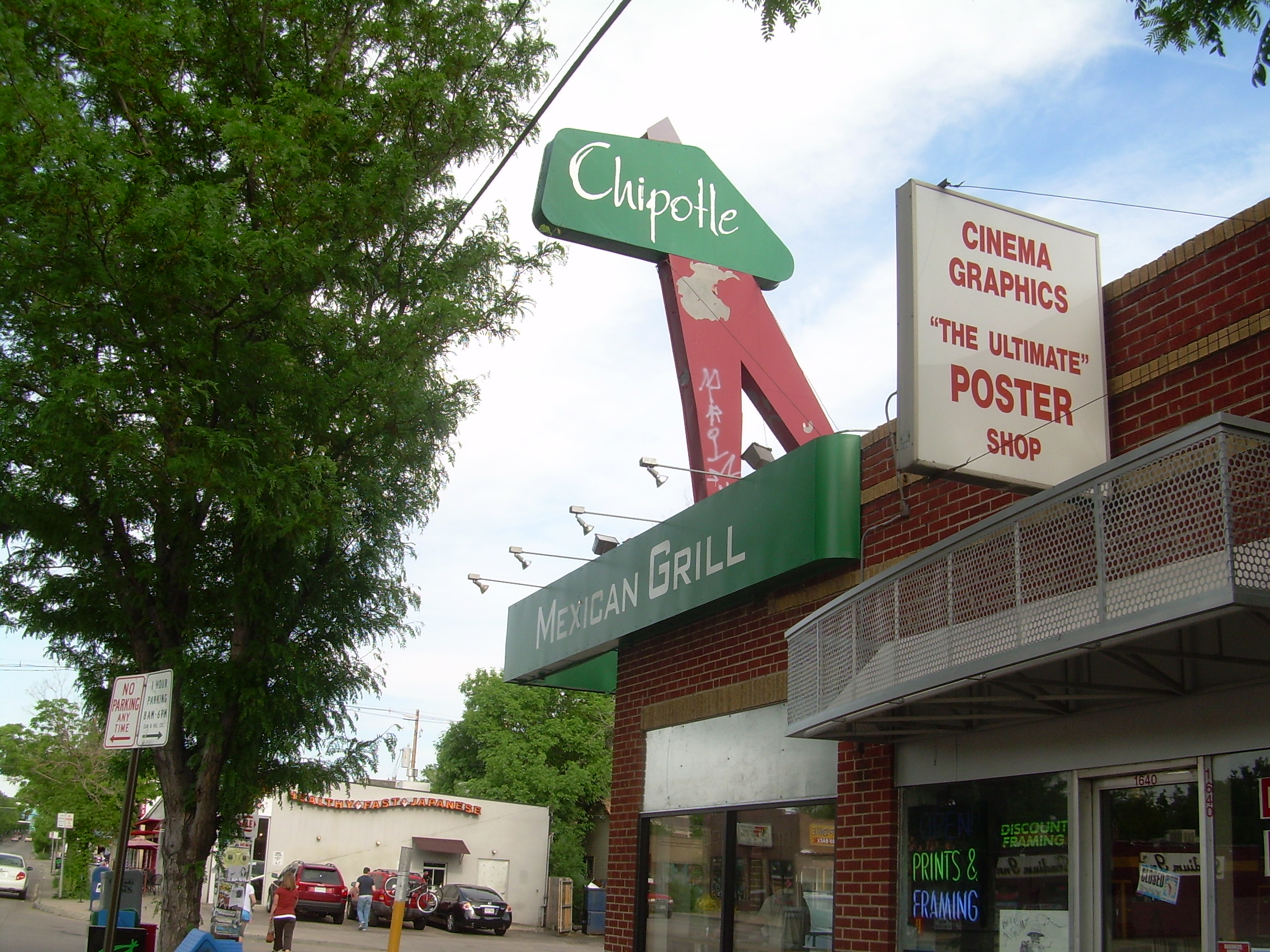
Exterior del primer Chipotle, abierto en 1993 cerca de la Universidad de Denver.

La publicidad de Chipotle refuerza el mensaje de «Alimentos con integridad» para distinguirse de la competencia. En lugar de salir por televisión, la empresa apuesta por cuñas radiofónicas, videos virales, anuncios en prensa e incluso el boca a boca. De hecho, su primer comercial de televisión se emitió en la ceremonia de los premios Grammy de 2012, diecinueve años después de la apertura.
Las franquicias de Chipotle suelen acogerse a ofertas especiales. Para Halloween se organiza la campaña «Boorito», por la que los clientes que entren disfrazados pueden comprar un burrito a mitad de precio. Y en días específicos se regala un burrito con la compra de un nuevo producto («Free Burrito Day»).
Entre 2007 y 2008 patrocinó al equipo ciclista profesional Team Garmin-Chipotle.
Desde 2023, auspicia al equipo de Formula 1 Haas F1 Team

### Videos virales
Buena parte del éxito publicitario de Chipotle proviene de internet. En 2011 subió a su cuenta oficial de Youtube la animación «Back to the start», de dos minutos de duración, en la que se apelaba a un cambio en la producción de alimentos bajo el lema «Cultivate a better world» (en español, "Cultiva un mundo mejor"). La campaña fue un éxito y se llevó en 2012 un Gran Premio en el Festival de Cannes.
La empresa repitió esa estrategia en 2013 con el cortometraje «The Scarecrow», producido por William Joyce (ganador del Óscar en 2012 al mejor corto animado) y con la canción Pure Imagination de Charlie y la fábrica de chocolate versionada por Fiona Apple. El video está protagonizado por un espantapájaros que, desilusionado por como se procesa la comida en su puesto de trabajo, prefiere montar su propio restaurante con productos frescos. Además se invitaba a los espectadores a descargar un juego para móviles y tabletas. La campaña se convirtió en viral, con más de 13 millones de visionados en Youtube y 300 000 descargas del videojuego, y recibió dos Grandes Premios en el Festival de Cannes de 2014.

## Controversia
A lo largo de su historia, Chipotle ha enfrentado varios casos de intoxicación alimentaria en algunos de sus restaurantes. El primero con repercusión ocurrió en 2008, cuando 180 personas que consumieron comida en un local de Kent (Ohio) tuvieron que ser atendidas por síntomas asociados con un norovirus. El caso tuvo repercusión porque varios de ellos habían recibido burritos gratis como recompensa por donar sangre.
En 2015 se produjo una crisis por varios casos de intoxicación, incluyendo un nuevo norovirus en California, una crisis de salmonella en varios restaurantes de Minesota —ocasionada por unos tomates— y hasta 55 personas enfermas por escherichia coli en los estados de Washington y Oregón, que llevaron a Chipotle a reforzar el control sobre sus proveedores, a hacer obligatoria la pasteurización de alimentos, y a contratar un nuevo responsable de seguridad.
El caso más grave por intoxicación se produjo en julio de 2018, cuando 700 personas enfermaron tras haber comido en una franquicia de Powell (Ohio). Debido a este incidente, la empresa convocó a todos sus trabajadores en Estados Unidos para rehacer los cursos de formación en seguridad alimentaria.